# NNAT
NNAT (англ. Neuronatin) – білок, який кодується однойменним геном, розташованим у людей на довгому плечі 20-ї хромосоми. Довжина поліпептидного ланцюга білка становить 81 амінокислот, а молекулярна маса — 9 237.
| 10         |  | 20         |  | 30         |  | 40         |  | 50         |
| ---------- |  | ---------- |  | ---------- |  | ---------- |  | ---------- |
| MAAVAAASAE |  | LLIIGWYIFR |  | VLLQVFLECC |  | IYWVGFAFRN |  | PPGTQPIARS |
| EVFRYSLQKL |  | AYTVSRTGRQ |  | VLGERRQRAP |  | N          |  |            |

A: Аланін

C: Цистеїн

E: Глутамінова кислота

F: Фенілаланін

G: Гліцин

I: Ізолейцин

K: Лізин

L: Лейцин

M: Метіонін

N: Аспарагін

P: Пролін

Q: Глутамін

R: Аргінін

S: Серин

T: Треонін

V: Валін

W: Триптофан

Кодований геном білок за функцією належить до білків розвитку. 
Задіяний у такому біологічному процесі, як альтернативний сплайсинг. 